# Нобл (Луизијана)
Нобл (енгл. Noble) град је у америчкој савезној држави Луизијана.

## Демографија
По попису из 2010. године број становника је 252, што је 7 (-2,7%) становника мање него 2000. године.
| Група             | 2000.       | 2010.       |
| Белци             | 150 (57,9%) | 140 (55,6%) |
| Афроамериканци    | 0 (0,0%)    | 1 (0,4%)    |
| Азијати           | 0 (0,0%)    | 0 (0,0%)    |
| Хиспаноамериканци | 16 (6,2%)   | 27 (10,7%)  |
| Укупно            | 259         | 252         |